# Col de Jambaz
Le col de Jambaz est un col alpin situé dans le massif du Chablais à l'entrée du Faucigny, à 1 027 m d'altitude, appartenant à la commune de Bellevaux près du lieu-dit Jambaz, qui porte le nom du col.

## Toponymie
Le toponyme Jambaz (prononcé en francoprovençal : [ˈʒɑ̃m.ba]) est une forme locale du mot français « jambe », utilisé pour nommer « un terrain allongé ». Il tire son nom des hameaux situés sur la commune de Bellevaux.

## Géographie
Le col de Jambaz sert de jonction entre la vallée du Risse à l'ouest et la vallée du Brevon à l'est. Il est délimité par la montagne d'Hirmentaz (1 597 m) à l'ouest, le mont Riond (1 212 m) au nord et la pointe des Jottis (1 548 m) au sud-est.
Il se situe au carrefour des routes départementales 26 et 32. La première relie Saint-Jeoire vers le sud à Bellevaux vers le nord tandis que la D 32 permet d'accéder à l'ouest à la station des Habères et communique avec le col de Terramont.
Du fait de la proximité de la limite communale entre Bellevaux et Mégevette, le col se situe en bordure du géoparc mondial Unesco du Chablais.

## Activités

### Cyclisme
Le col est sur le parcours de la 10e étape du Tour de France 2022, classé en 3e catégorie au Grand prix de la montagne, à 69,2 km du départ de Morzine. C'est le coureur français Pierre Rolland qui passe en tête au sommet.
Le col est à nouveau au programme de la 14e étape du Tour de France 2023 mais n'est pas pris en compte pour le Grand prix de la montagne.